# 환태평양 조산대

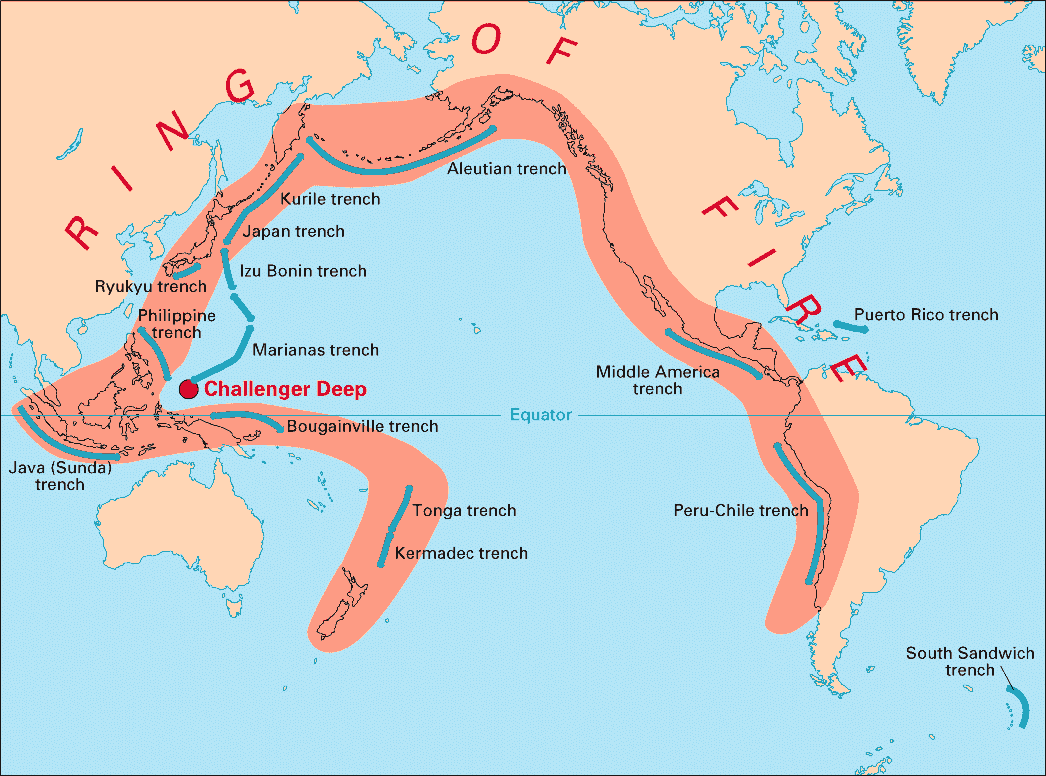
환태평양 조산대

환태평양 조산대(環太平洋造山帶, 영어: circum-Pacific belt)는 태평양 주변의, 지진과 화산 활동이 자주 일어나는 지역들을 가리키는 말이다. 태평양을 둘러싸고 있는 고리 모양이기 때문에 이런 이름이 붙었다. 환태평양 화산대(環太平洋火山帶)나 환태평양 지진대(環太平洋地震帶)라고도 하며, 불의 고리(영어: Ring of Fire 링 오브 파이어[*])라고도 불린다. 칠레 서부, 미국 서부, 알류샨 열도, 러시아 극동(캄차카반도, 쿠릴 열도), 일본 열도, 대만, 필리핀, 인도네시아, 뉴질랜드, ((알류산열도))가 환태평양 조산대에 포함된다. 
판구조론에서는 판의 경계에서 지각 변동이 활발하다고 했는데, 환태평양 조산대는 바로 그런 판의 경계들이 모여 이루어진 곳이다. 모든 지진의 90%와 규모가 매우 큰 지진의 81%가 환태평양 조산대에서 발생한다.

## 역사
고대 그리스시대와 로마시대부터 18세기 말까지, 화산의 원인이 지구 내부에서 타오르는 불 때문이라는 믿음에 근거하여 불과 연관지어져왔다. 이러한 화산과 불 사이의 연관성은 실제로 화산의 불이 지구를 태우지 않는다는 사실에도 불의 고리라는 이름으로 그대로 남아있다.
환태평양 주위의 화산 활동의 띠의 존재는 19세기 초에 처음으로 알려졌다.1825년 선구적인 화산학자인 G.P. Scrope는 그의 저서 '화산에 대한 고찰'에서 태평양 연안 주변에 존재하는 일련의 화산들을 언급했다. 3년뒤 일본에서의 페리 원정에 대한 불의 고리에 대해 다음과 같이 언급했다; "일본 군도는 티에라 델 푸에고에서 몰루카 제도에 이르는 태평양 연안을 둘러싸고 있는 거대한 화산 발달지의 원 위에 있다"
태평양 주변을 둘러싼 화산들로 이루어진 '불의 고리'란 명칭은 1906년에 출판된 Alexander P. Livingstone의 저서 "Complete Story of San Francisco's Terrible Calamity of Earthquake and Fire" 속 구절 '...태평양을 둥글게 감싼 거대한 불의 고리이다.'에서 처음으로 언급되었다.
1960년대 초에 정립된 판 구조론의 발단은 불의 고리를 포함한 전 세계적인 화산과 지진의 발생 분포에 대한 설명과 현대적 이해의 근간이 되었다.

## 지리적 경계
환태평양 조산대 내부의 경계의 대한 대부분의 구역은 지질학자들간의 합의가 이루어져있지만 국제적 동의가 이루어지지 않은 지역도 적잖아 있다. 화산의 분포
인도네시아는 환태평양 조산대와 알프스-히말라야 조산대의 교차 지점에 위치한다. 몇몇 지리학자들은 인도네시아 전체를 불의 고리 영역에 포함시키고 다수는 인도네시아의 서쪽 섬들은 알프스-히말라야 조산대에 포함되기에 불의 고리 영역에서 제외한다.
일부 지리학자들은 남극 반도와 사우스셰틀랜드 제도의 남부를 불의 고리에 포함시키기도 하는데 반도를 제외한 부분은 섭입으로 발생하는 화산 활동이 아니기에 제외한다.
불의 고리는 뉴질랜드와 남극 반도 사이의 남태평양 또는 남아메리카의 남단 쪽으론 확장되지 않는데 이는 서술한 두 지역의 해양판의 경계가 섭입형이 아닌 발산형 경계이기 때문이다. 화산 활동이 일부 발생하긴 하지만 이는 섭입대에 의한 화산 활동이 아니기에 제외된다.

## 지각 판 구성
불의 고리는 3,500 만년 이상 존재 해 왔다.
불의 고리의 일부에서는 섭입이 훨씬 더 오래 발생하였다.
태평양 고리의 현재 구성은 남미, 북미 및 아시아에서 초기 (약 1 억 1 천 5 백만 년 전) 현재의 섭입 구역 개발에 의해 만들어졌다. 판 구성이 점차 변경됨에 따라 현재 인도네시아와 뉴기니의 섭입 구역이 생성되었고 (약 7 천만년 전), 마지막으로 뉴질랜드 섭입 구역 (약 3 천 5 백만년 전)이 생성되었다.
과거 판의 구성 모습
동아시아 해안을 따라 약 2 억 1 천만년 전 트라이아스기 후기에 lzanagi (이자나기)판(고 태평양 판)의 섭입이 발생했다. 
예를 들어, 이것은 쥬라기에서 계속되어 화산대를 생산했다. 이것은 현재 중국 동부에 위치해 있다.
태평양 판은 약 1 억 9 천만년 전에 쥬라기 초기에 존재했다. 당시 태평양의 경계에서 멀리 떨어져있었다. 태평양 판이 해양 분지의 가장자리에 도달 할만큼 충분히 커질 때까지, 다른 오래된 판은 해양 분지의 경계에서 그보다 앞서 섭입되었다. 예를 들어, 1 억 4,500 만년 전 쥬라기 이후 남아메리카 해안에서 섭입이 일어나고 있으며, 쥬라기와 백악기 화산의 잔해가 그곳에 보존되어 있다.
약 1 억 2 천만 ~ 1 억 1500 만년 전, Farallon (패럴 론)판은 남미, 북미 및 동북 아시아에서 섭입되고 Izanagi 판은 동아시아에서 섭입되었다. 8,500 만년에서 7 천만년 전까지이자 lzanagi (이자나기) 판은 북동쪽으로 이동하여 동아시아와 북미에서 섭입하는 반면, Farallon (패럴 론)판은 남미에서 섭입되고 태평양 판은 동아시아에서 섭입되었다. 약 7 천만 ~ 6,500 만년 전, Farallon 판은 남미에서, Kula (쿨라) 판은 북미와 동북 아시아에서, 태평양 판은 동아시아와 파푸아 뉴기니에서 섭입되었다. 약 3,500 만년 전, Kula와 Farallon 판은 제거되었고 Pacific Plate (환태평양 조산대)는 현재의 Ring of Fire(불의고리)의 윤곽과 매우 유사한 구성으로 테두리 주변에서 섭입되었다.
현재 판의 구성 모습
불의 고리의 동쪽 부분은 비교적 큰 판 몇 개가 충돌 한 결과이다. 고리의 서쪽 부분은 더 복잡하며 크고 작은 지각판이 충돌한다. 남미에서 불의 고리는 남극 판, 나스카 판, 코코스 판이 남미 판 아래에 섭입 된 결과이다. 중앙 아메리카에서 코코스 판이 캐리비안 판 아래에 섭입된다. 태평양 판과 작은 후안 데 푸카 판의 일부가 북미 판 아래로 섭입되고 있다. 북쪽 부분을 따라 북서쪽으로 이동하는 태평양 판이 알류 샨 열도  아래로 섭입되고 있다. 더 서쪽으로 가면 캄차카반도와 쿠릴 호에서 태평양 판이 섭입되고 있다. 더 남쪽에 있는 일본, 대만, 필리핀에서는 필리핀 판이 유라시아 판 아래에 섭입되고 있다. 불의 고리의 남서쪽 부분은 더 복잡하며, 마리아나 제도, 필리핀, 인도네시아 동부, 파푸아 뉴기니, 통가, 뉴질랜드의 태평양 판과 충돌하는 여러 개의 작은 지각판이 있다. 고리의 이 부분은 섭입대에서 멀리 떨어진 지각판의 중심에 있기 때문에 호주를 제외한다.

## 섭입대와 해구
만약 지질 구조판의 해양 지각판이 다른 판의 해양 암석권의 아래에 섭입된다면, 화산 작용에 의해 만들어진 호상 열도는 섭입대에 만들어질 것이다. 환태평양 조산대에서의 예로는 서태평양의 마리아나 해구가 있다. 하지만 만약 해양 지각판이 유라시아판 아래에 섭입된다면, 화산 작용으로 만들어진 대륙호가 형성된다; 환태평양 조산대에서의 예로는 칠레의 해안이 있다.
섭입대에서 하강하는 판의 경사는 섭입된 해양 지각판의 나이에 따라 달라진다. 해양 지각판이 오래될수록, 섭입된 판이 내려가는 각도는 더 가파르다. 태평양 해양 지각판의 근원인 대양저 산맥은 사실 바다 한가운데가 아니라 아시아보다 남아메리카와 더 가까운 곳에 있고, 남아메리카의 섭입대에서 소모되는 해양 지각판은 그에 비해 오래되지 않았기 때문에 남아메리카 해안에서의 섭입은 비교적 얕은 각도로 일어난다. 더 오래된 해양 지각판은 더 가파르게 내려가는 각도로 서태평양에서 섭입된다. 이러한 변화는 해구와 관련 있는 화산의 위치, 용암의 성분, 지진의 종류와 진도, 퇴적물 축적, 그리고 수압이나 장력에 영향을 미친다. 섭입대 영역은 칠레와 마리아나 단성분 사이에 존재한다.

해구
해구는 대양 바닥의 섭입대를 지형학적으로 표현한 것이다. 환태평양 조산대의 섭입대와 관련된 해구는 다음과 같다:
- 페루-칠레 해구
- 중앙 아메리카 해구
- 알류샨 해구
- 쿠릴-캄차카 해구
- 일본 해구
- 류큐 해구
- 이즈-보닌 해구[이즈-오가사와라 해구]
- 마리아나 해구
- 야프 해구
- 필리핀 해구
- 통가 해구
- 케르마데크 해구
- 히쿠란기 해구

균열
태평양 주변의 섭입대는 완전한 고리를 형성하고 있지 않다. 섭입대가 부재한 경우, 환태평양 조산대의 섭입 관련 화산대에 상응하는 균열이 있다. 일부 틈에서는 화산 활동이 일어나지 않는다. 다른 간격에서는 화산 활동이 발생하지만 섭입과 무관한 과정에 의한 것이다. 
아메리카 태평양 연안의 일부 지역에는 환태평양 조산대에 균열이 있다. 어떤 곳에서는 그 틈이 평평한 판의 섭입으로 인해 발생되었다고 생각된다; 예를 들면 남아메리카의 안데스 화산지대에 4개의 구역 사이에 3개의 균열이 있다. 북아메리카에서는 멕시코와 캘리포니아 남부에서 부분적으로 캘리포니아 만의 발산 경계와 산 안드레아스 단층(변환단층에서는 화산 활동이 드물다)으로 인해 섭입 관련 화산 활동에 공백이 있다. 섭입과 관련된 화산 활동에서 북아메리카의 또 다른 차이는 브리티시 콜롬비아 북부, 유콘 및 알래스카 남동부에서 발생하며, 화산 활동은 판내부 대륙의 균열로 인해 발생한다.

## 화산의 분포
| 대륙       | 나라                                     | 지역                               | 화산(섭입대) | 화산(그 외)                    | 논평                                                                                        | 포함 합의 |
| ---------- | ---------------------------------------- | ---------------------------------- | ------------ | ------------------------------ | ------------------------------------------------------------------------------------------- | --------- |
| 남극       |                                          | 남극 반도                          | 0            | 판내지진 3                     |                                                                                             | X         |
| 남극       |                                          | 사우트셰틀랜드 제도                | 0            | 판내지진 4                     | 섭입 관련 배호 균열과 관련된 판내 균열 화산                                                 | X         |
| 남아메리카 |                                          |                                    | 71           | 0                              | 동부 섬 제외(해양 균열)                                                                     | O         |
| 남아메리카 | 칠레                                     |                                    | 18           | 0                              | 두 나라가 공유하는 국경                                                                     | O         |
| 남아메리카 | 칠레-아르헨티나                          |                                    | 15           | 판내지진 4                     | 해안 없는 태평양                                                                            | X         |
| 남아메리카 | 아르헨티나                               |                                    | 6            | 0                              | 두 나라가 공유하는 국경                                                                     | O         |
| 남아메리카 | 칠레-볼리비아                            |                                    | 5            | 0                              | 해안 없는 태평양                                                                            | X         |
| 남아메리카 | 볼리비아                                 |                                    | 1            | 0                              | 두 나라가 공유하는 국경                                                                     | O         |
| 남아메리카 | 칠레-페루                                |                                    | 16           | 0                              |                                                                                             | X         |
| 남아메리카 | 페루                                     |                                    | 21           | 0                              | 갈라파고스제도 제외(열점)                                                                   | O         |
| 남아메리카 | 에콰도르                                 |                                    | 1            | 0                              | 두 나라가 공유하는 국경                                                                     | O         |
| 남아메리카 | 에콰도르-콜롬비아                        |                                    | 13           | 0                              |                                                                                             | O         |
| 남아프리카 | 콜롬비아                                 |                                    | 2            | 0                              |                                                                                             | O         |
| 북아메리카 | 파나마                                   |                                    | 10           | 0                              |                                                                                             | O         |
| 북아메리카 | 코스타리카                               |                                    | 17           | 0                              |                                                                                             | O         |
| 북아메리카 | 니카라과                                 |                                    | 4            | 0                              |                                                                                             | O         |
| 북아메리카 | 온두라스                                 |                                    | 18           | 0                              |                                                                                             | O         |
| 북아메리카 | 엘살바도르                               |                                    | 2            | 0                              | 두 나라가 공유하는 국경                                                                     | O         |
| 북아메리카 | 엘살바도르-과테말라                      |                                    | 21           | 0                              |                                                                                             | O         |
| 북아메리카 | 과테말라-멕시코                          |                                    | 1            | 0                              | 두 나라가 공유하는 국경                                                                     | O         |
| 북아메리카 | 멕시코                                   |                                    | 26           | 균열 8                         | 해양 균열 화산 3 제외; 바하캘리포니아 대륙 균열 화산 8                                      | O         |
| 북아메리카 | 미국                                     | 캘리포니아, 오리건주, 워싱턴 D.C.  | 22           | 균열 9                         | 대륙 균열 화산 9(남부 캘리포니아 6, 오리건주 3)                                             | O         |
| 북아메리카 | 캐나다                                   |                                    | 6            | 판내지진 16                    | 해양 균열 화산 2 제외                                                                       | O         |
| 북아메리카 | 미국                                     | 알래스카                           | 80           | 알래스카 남동부에서 판내지진 4 | 알류산제도 화산 39 포함; 섭입대와 먼 헤브리디스제도 판내 화산 4 제외)                       | O         |
| 아시아     | 러시아                                   | 캄차카                             | 109          | 0                              | 알류산 호 해저 화산 1 포함 (Piip)                                                           | O         |
| 아시아     | 러시아                                   | 쿠릴 열도                          | 44           | 0                              | 해저 화산 3 포함; 일본 주장 화산 15                                                         | O         |
| 아시아     | 일본                                     |                                    | 81           | 0                              | 이즈제도, 보닌제도[오가사와라제도] 제외                                                     | O         |
| 아시아     | 타이완                                   |                                    | 4            | 0                              | 해저 화산 2 포함                                                                            | O         |
|            | 일본                                     | 이즈제도, 보닌제도[오가사와라제도] | 26           | 0                              | 해저 화산 13 포함                                                                           | X         |
|            | 미국                                     |                                    | 25           | 0                              | 해저 화산 16 포함                                                                           | X         |
| 아시아     | 필리핀                                   |                                    | 41           | 0                              | 해저 화산 1 포함                                                                            | O         |
| 아시아     | 인도네시아                               | 헤브리디스제도                     | 70           |                                | 수마트라(27), 크라카타우, 자바섬(36), 발리(3), 롬복, 숨바와, 상게앙                         | X         |
| 아시아     | 인도네시아                               | 동부 섬                            | 54           |                                | 술라웨시, 소순다열도(발리, 롬복, 숨바와, 상게앙 제외), 핼마헤라, 반다 제도, Sangihe Islands | O         |
|            | 파푸아뉴기니                             |                                    | 47           | 균열 1                         | 해저 화산 2 포함                                                                            | O         |
|            | 솔로몬 제도                              |                                    | 8            | 0                              | 해저 화산 4 포함                                                                            | O         |
|            | 바누아투                                 |                                    | 14           | 0                              |                                                                                             | O         |
|            | 바누아투와 프랑스(뉴칼레도니아)가 주장함 |                                    | 2            | 균열 1                         | 헌터 섬, 매튜 섬; East Gemini Seamount는 해양 균열에 있는 해산이다                          | O         |
|            | 피지                                     |                                    | 3            | 0                              |                                                                                             | O         |
|            | 프랑스                                   | 월리스푸투나제도                   | 1            | 0                              | 맨틀 융기와 섭입                                                                            | X         |
|            | 사모아                                   | 아메리칸사모아                     | 2            | 0                              | 맨틀 융기와 섭입                                                                            | X         |
|            | 미국                                     |                                    | 4            | 0                              | 맨틀 융기와 섭입; 해저 해산 1 포함                                                          | X         |
|            | 통가                                     |                                    | 17           | 균열 3                         | 해저 화산 13 포함, 그 중 3은 섭입 관련 배호 균열 화산                                       | O         |
|            | 통가와 케르마데크제도 사이               |                                    | 1            | 0                              | 모노와이 해저 해산(통가와 뉴질랜드의 배타적 경제 구역 사이)                                 | O         |
|            | 뉴질랜드                                 | 케르마데크제도                     | 6            | 0                              | 해저 화산 4 포함                                                                            | O         |
|            | 뉴질랜드                                 |                                    | 20           | 0                              | 케르마데크제도 제외; 해저 화산 8 포함                                                       | O         |
| 합계       |                                          |                                    | 955          | 59                             |                                                                                             |           |

## 같이 보기
- 알프스-히말라야 조산대
- 환태평양